# Luis Blanc y Navarro
Luis Blanc y Navarro (Barbastre, 1834-La Almunia de Doña Godina, 1887) va ser un periodista, polític, dramaturg i publicista aragonès

## Biografia
Nascut en la localitat de Barbastre en 1834, va estar implicat en activitats revolucionàries. D'ideologia republicana, va ser redactor en 1866 d' El Ancora Profesional i director en 1867 d' El Relámpago i El Puñal y la Hoguera, periòdics clandestins pels quals va ser condemnat a presó.
De ben jove es dedicà a les activitats revolucionàries vinculades al republicanisme, tant a Madrid com a Barcelona. Va arribar a ser militar als carboneros. Estigué implicat en la Revolta de la caserna de San Gil (1866), per la qual fou condemnat a mort, després rebaixada a condemna de presó.
Recobrada la llibertat uns dies abans del triomf de la Revolució de 1868, va ser diputat a Corts pel districte electoral de Barbastre i director dels periòdics La República Federal (1870) i La España Federal (1873).
Fou autor d'obres teatrals com El cantor del pueblo (1863), La quiebra de un banquero (1864), Bernardo el calesero (1866), Romper cadenas (1873) -de temàtica abolicionista- y El sorteo (1874). En paraules de Francisco Flores García, les seves obres de teatre «valien molt poc».
La seva defunció, a l'octubre de 1887, es produí en la localitat saragossana de La Almunia de Doña Godina, on portava alguns anys apartat del periodisme i dirigint una companyia dramàtica infantil.